# Gesetz Le Chapelier
Das Gesetz Le Chapelier, benannt nach dem Abgeordneten Isaac René Guy Le Chapelier, wurde am 14. Juni 1791 von der Konstituante erlassen.

## Vorgeschichte
Im April 1791 legten die Zimmerleute von Paris ihre Arbeit nieder und forderten höhere Löhne. Diese Lohnforderung wurde von der Pariser Kommune als unvereinbar mit einer freien Wirtschaft bewertet. Sie stellte den Unternehmern frei, ihre Löhne festzusetzen. Die Zimmerleute gründeten eine „Union fraternelle“, die den Ausstand leitete und von den Unternehmern einen Mindesttageslohn von 50 Sous forderte. Die Zimmerleute verfassten einen Vertrag mit acht Artikeln, den die Commune von Paris den Unternehmern aufzwingen sollte. Die Kommune von Paris verweigerte ihre Zustimmung, wandte sich an die Konstituante und bat um Hilfe. Den Zimmerleuten schlossen sich Schlosser, Hufschmiede, Schreiner, Setzer, Hutmacher und Flickschuster an und forderten ebenfalls mehr Lohn.

## Das Gesetz Le Chapelier
Die Konstituante sah die Wirtschaftsfreiheit gefährdet. So beschloss sie auf Le Chapeliers Antrag am 14. Juni 1791 das Gesetz, das Meistern, Gesellen und Arbeitern untersagte, sich in Bünden zu organisieren. Die Aufhebung der Zünfte wurde bestätigt. Petitionen, die im Namen eines Berufsstandes verfasst wurden, und Versammlungen, die zum Festsetzen von Löhnen geführt werden, galten als rechtswidrig. Gesetzesverstöße waren auch Verabredungen zum Ausstand. Streikende Arbeiter wurden strafrechtlich verfolgt, ihren Wortführern drohten Geld- oder Haftstrafen und der Entzug der Rechte eines „Aktivbürgers“.
Das Gesetz richtete sich gegen die Koalitionsfreiheit, aber damit auch gegen jede Art der Organisation, die die individuelle Vertragsfreiheit und Gewerbefreiheit einschränkt, wie die Zünfte oder Kartelle. Es setzte die Politik des Décret d'Allarde  von März 1791 fort und wurde richtungsweisend für die Liberalisierung der Wirtschaft. Vergleichbare Regelungen traf 1799 in England der Combination Act 1799 (Vollständiger Titel: „An Act to prevent Unlawful Combinations of Workmen“, kurz „39 Geo. III, c. 81“).
Das Streikverbot wurde in Frankreich 1864 und das Koalitionsverbot durch das Gesetz vom 21. März 1884 aufgehoben.